# Audubon (Nova Jersey)
Audubon és una població dels Estats Units a l'estat de Nova Jersey. Segons el cens del 2006 tenia 8.981 habitants.

## Demografia
Segons el cens del 2000, Audubon tenia 9.182 habitants, 3.673 habitatges, i 2.387 famílies. La densitat de població era de 2.379,3 habitants/km².
Dels 3.673 habitatges en un 30,9% hi vivien nens de menys de 18 anys, en un 49,6% hi vivien parelles casades, en un 11,8% dones solteres, i en un 35% no eren unitats familiars. En el 30,3% dels habitatges hi vivien persones soles el 13,7% de les quals corresponia a persones de 65 anys o més que vivien soles. El nombre mitjà de persones vivint en cada habitatge era de 2,5 i el nombre mitjà de persones que vivien en cada família era de 3,16.
Per edats la població es repartia de la següent manera: un 24,8% tenia menys de 18 anys, un 7% entre 18 i 24, un 31% entre 25 i 44, un 21,3% de 45 a 60 i un 15,9% 65 anys o més.
L'edat mediana era de 38 anys. Per cada 100 dones de 18 o més anys hi havia 86,5 homes.
La renda mediana per habitatge era de 49.250 $ i la renda mediana per família de 59.115 $. Els homes tenien una renda mediana de 45.650 $ mentre que les dones 30.651 $. La renda per capita de la població era de 24.942 $. Aproximadament el 4,2% de les famílies i el 5,5% de la població estaven per davall del llindar de pobresa.

## Poblacions més properes
El següent diagrama mostra les poblacions més properes.